# Любеново (Старозагорская область)
Любеново (болг. Любеново) — село в Болгарии. Находится в Старозагорской области, входит в общину Раднево. Население составляет 519 человек.

## Политическая ситуация
В местном кметстве Любеново, в состав которого входит Любеново, должность кмета (старосты) исполняет Васил Неделчев Василев (независимый) по результатам выборов правления кметства.
Кмет (мэр) общины Раднево — Нончо Драгиев Воденичаров (инициативный комитет) по результатам выборов в правление общины.